# Stade du Moustoir
El Stade Moustoir, también conocido como Stade-Yves Allainmat, es un estadio multipropósito francés, situado en la ciudad portuaria de Lorient. Es el campo de fútbol del FC Lorient, y recibe el nombre del barrio en el que está ubicado. Fue inaugurado en 1959, con una capacidad original para 6000 espectadores; tras su remodelación y ampliación en 1998, y con la construcción de la nueva tribuna sur, inaugurada en 2010, su capacidad ascendió a 18 110 (asientos).
Alberga principalmente el equipo de fútbol profesional del FC Lorient.